# Martincourt (Oise)
Martincourt é uma comuna francesa na região administrativa de Altos da França, no departamento de Oise. Estende-se por uma área de 5,08 km². Em 2010 a comuna tinha 136 habitantes (densidade: 26,8 hab./km²).